# لوتار بوخمن
لوتار بوخمن (انگلیسی: Lothar Buchmann؛ زادهٔ ۱۵ اوت ۱۹۳۶ – درگذشتهٔ ۲۱ نوامبر ۲۰۲۳) بازیکن فوتبال اهل آلمان بود.
از باشگاه‌هایی که وی در آنها بازی کرده‌است، می‌توان به باشگاه فوتبال ماینتس ۰۵ اشاره کرد.